# 杂交鹅观草
杂交鹅观草（学名：[Roegneria hybrida] 错误：{{Lang}}：文本有斜体标记（帮助）），为禾本科鹅观草属下的一个植物种。